# Christian Thams
Christian Marius Thams (ur. 9 września 1867 w Trondheim, zm. 22 maja 1948 w Paryżu) – norweski architekt, przemysłowiec, biznesmen i dyplomata.

## Zarys biografii
Był menadżerem kopalni pirytu w Løkken Verk w okręgu Sør-Trøndelag. W 1904 założył Orkla Grube-Aktiebolag i zaczął wydobywać w Løkken Verk. Był to początek wielkoskalowej produkcji w kopalni i zarazem kamień milowy w historii norweskiej korporacji Orkla. Christian Thames jest również znany z otwarcia Thamshavnbanen, pierwszej zelektryfikowanej linii kolejowej w Norwegii.